# François-Aymar de Monteil
Pour l’article ayant un titre homophone, voir François Adhémar de Monteil.
Pour les personnes ayant le même nom de famille, voir Monteil.
François-Aymar de Monteil dit le « chevalier de Monteil », né en 1725 à Ardèche Durfort et mort en 1787, est un officier de marine français du XVIIIe siècle. Il sert dans la Marine royale pendant la seconde moitié du XVIIIe siècle, et se distingue pendant la guerre d'indépendance des États-Unis; chef d'escadre des armées navales, il est chevalier de l’ordre royal de Notre-Dame du Mont-Carmel et de Saint-Lazare de Jérusalem.

## Biographie

### Origines et famille
François-Aymar de Monteil descend de la famille de Monteil, une famille noble du Dauphiné, dont l'origine remonte au XIIIe siècle. Il est le troisième fils de Balthazar Aymar de Monteil, marquis de Durfort, seigneur du Pouzin, baron du Lac, et de Marie-Françoise Faure de La Farge. Ses parents se marient le 4 novembre 1715. De cette union naissent :
- Charles-François-Just de Monteil (1718-1794), marquis de Monteil, baron du Lac, seigneur de Villefalse, Mattes, Roquefort et Montpezat en Languedoc, brigadier du roi (1758), maréchal de camp (1761), lieutenant général des armées royales (1780), ministre plénipotentiaire auprès de l’Électorat de Cologne (1756), ambassadeur en Pologne(1758) et auprès de la république de Gênes (1777) ;
- Anne-Antoine de Monteil (1722-1786), capitaine au régiment de Picardie (1743), lieutenant de roi au gouvernement de Narbonne (1760) ;
- François-Louis de Monteil (1726-1793), capitaine au Septimanie-Dragons (1745), aide-maréchal des logis de cavalerie (1758), mestre de camp (1761), gentilhomme de la manche du Dauphin (1767), brigadier du roi (1769), capitaine-colonel des Suisses de la garde du comte d'Artois(1773), maréchal de camp (1780).

### Carrière dans la Marine royale
Monteil entre jeune dans la Marine royale et intègre une compagnie de Gardes de la Marine en 1741, à l'âge de seize ans. Il est promu au grade de lieutenant de vaisseau en 1756, au début de la guerre de Sept Ans. Il reçoit un brevet de capitaine de vaisseau en 1762. Il participe à la bataille d'Ouessant, le 27 juillet 1778, en tant que commandant du vaisseau Le Conquérant, de 74 canons. Son vaisseau est le troisième dans la ligne de bataille française et il est blessé au cours de ce combat. Il est promu chef d'escadre en 1779. En avril 1780, il commande le Palmier au combat de la Dominique. Il est le matelot de La Couronne (80), le vaisseau amiral du comte de Guichen. 
Lorsque le comte de Grasse retourne en France, pour raisons de santé, suivi du comte de Guichen - au mois de juillet 1780 - de Monteil se voit confier la responsabilité de la flotte française dans les Antilles, et reçoit le commandement d'une escadre de neuf vaisseaux. En août de la même année, toujours à bord du vaisseau Le Palmier (74), Monteil prend le commandement de la flotte française dans les Indes occidentales, et reçoit pour mission d'inciter les autorités espagnoles présentes sur place à prendre un rôle plus actifs dans les combats contre la Royal Navy britannique. 
Il commande une escadre française composée de cinq vaisseaux de ligne : Le Palmier, son vaisseau amiral, L'Intrépide (74), Le Destin (74), et Le Triton (64), ainsi que de deux frégates. Il accompagne les 10 navires espagnols transportant des troupes placées sous les ordres du général de Galvez et débarque 700 soldats français, contraignant la garnison anglaise à capituler rapidement à Pensacola. 
De Monteil commande Le Languedoc (80), capitaine du Plessis-Parscau, et dirige l'arrière-garde française lors de la bataille de la baie de Chesapeake, également appelée bataille des capes des Virginie. En septembre 1781, les vaisseaux sous ses ordres s'emparent de deux bâtimens anglais le HMS Unicorn, une frégate de 28 canons et le HMS Gayton, un brick de 18 canons, en plus de deux embarcations américaines qui avaient été capturées par des corsaires. 
Il est fait chevalier de l'ordre du Saint-Esprit en novembre 1781. Il se distingue à nouveau pendant la capture de Saint-Christophe en janvier 1782. Il est promu lieutenant général des armées navales le 8 février 1783. Il s'agit alors du deuxième grade le plus élevé dans la Marine, en dessous de celui de vice-amiral. Il meurt le 10 septembre 1787, au château de la Couharde (La Queue-les-Yvelines), à l'âge de 62 ans.

## Mariage et descendance
Il épouse le 20 octobre 1784 Anne-Thérèse Joséphine Eugénie de Sabran (née le 13 septembre 1760 à Aix-en-Provence et décédée à Marseille le 31 octobre 1848), issue de l’influente Maison de Sabran.

### Sources et bibliographie
- Daniel Vaugelade, La Question américaine au XVIIIe siècle au travers de la correspondance du duc Louis Alexandre de La Rochefoucauld (1743-1792), Publibook, 362 p. (lire en ligne), p. 143 et suiv.
- Louis de La Roque, Armorial de la noblesse de Languedoc généralité de Montpellier, Montpellier, Seguin, 1860 (lire en ligne), p. 364
- Michel Vergé-Franceschi (dir.), Dictionnaire d'Histoire maritime, éditions Robert Laffont, coll. « Bouquins », 2002
- Étienne Taillemite (nouvelle édition revue et augmentée), Dictionnaire des marins français, Paris, éditions Tallandier, 2002, 573 p. (ISBN 2-84734-008-4)
- Jean-Christophe Robert, Les Châtelains du Lac. Une famille du grand monde à Sigean (1731-1945), Toulouse : autoédition, 2021, 376 p.